# NGC 4274
NGC 4274 је спирална галаксија у сазвежђу Береникина коса која се налази на NGC листи објеката дубоког неба.
Деклинација објекта је + 29° 36' 49" а ректасцензија 12h 19m 50,8s. Привидна величина (магнитуда) објекта NGC 4274 износи 10,5 а фотографска магнитуда 11,3. Налази се на удаљености од 9,7000 милиона парсека од Сунца. NGC 4274 је још познат и под ознакама UGC 7377, MCG 5-29-60, CGCG 158-71, IRAS 12173+2953, PGC 39724.